# Neuwittenbek
Neuwittenbek település Németországban, Schleswig-Holstein tartományban. Lakosainak száma 1138 fő (2023. december 31.).

## Népesség
A település népességének változása:
| Lakosok száma | 674  | 1207 | 1155 | 1125 | 1113 | 1122 | 1138 |
|               | 1975 | 2014 | 2017 | 2019 | 2021 | 2022 | 2023 |